# Particulă într-o cutie

Câteva traiectorii ale unei particule într-o cutie conform legilor mecanicii clasice a lui Newton (A) și conform ecuației lui Schrödinger a mecanicii cuantice (B-F). În cazurile (B-F), axa orizontală reprezintă poziția, iar axa verticală partea reală (albastru) și partea imaginară (roșu) a funcției de undă. Stările (B,C,D) sunt stări staționare ale energiei (valori proprii), în timp ce (E,F) nu sunt.

În mecanica cuantică, modelul particulei într-o cutie (cunoscut și sub numele de fântâna potențialului infinit) descrie mișcarea unei particule libere într-un spațiu mic înconjurat de bariere impenetrabile. Modelul este utilizat în principal ca exemplu ipotetic pentru a ilustra diferențele dintre sistemele clasice și cele cuantice. În sistemele clasice, de exemplu, o particulă prinsă într-o cutie mare se poate deplasa cu orice viteză în interiorul cutiei și nu este mai probabil să fie găsită într-o poziție decât în alta. Cu toate acestea, atunci când limitele spațiale ale cutiei devin foarte mici (la scară de câțiva nanometri), efectele cuantice devin importante, iar particula poate ocupa doar anumite nivele energetice pozitive. În plus, aceasta nu poate avea niciodată energie zero, ceea ce înseamnă că particula nu se poate afla niciodată în stare „staționară”. Conform teoriei cuantice aplicate acestui model, este mai probabil ca particula să fie găsită în anumite poziții decât în altele, în funcție de nivelul său energetic. Particula nu poate fi detectată niciodată în anumite poziții, cunoscute sub numele de noduri spațiale.
Modelul particulei într-o cutie este una dintre puținele experimente mentale existente în mecanica cuantică care poate fi rezolvată analitic, fără aproximări. Datorită simplității sale, modelul permite înțelegerea efectelor cuantice fără a fi nevoie de calcule matematice complicate. Acesta servește ca o ilustrare simplă a modului în care apar cuantele de energie (niveluri de energie, cu valori discrete posibile), care se regăsesc și în sisteme cuantice mai complicate, cum ar fi atomii și moleculele. Este una dintre primele probleme de mecanică cuantică predate în cadrul cursurilor de fizică universitare și este frecvent utilizată ca aproximare pentru sisteme cuantice mai complicate.

## Soluția unidimensională

Regiunile aflate în afara cutiei unidimensionale prezintă un potențial infinit de mare, în timp ce interiorul cutiei are un potențial constant, egal cu zero. În figură este prezentat cazul particular când marginea cutiei se află în poziția 0, când.

Cea mai simplă formă a modelului particulei într-o cutie poate fi aplicată pentru un sistem unidimensional. În acest caz, particula se poate deplasa doar de-a lungul unei axe drepte, fiind împiedicată de bariere impenetrabile la fiecare capăt. Pereții cutiei unidimensionale pot fi considerați ca fiind regiuni ale spațiului cu o energie potențială infinit de mare (de unde și denumirea de fântâna potențialului infinit). În schimb, interiorul cutiei are o energie potențială constantă, egală cu zero. Aceasta înseamnă că asupra particulei din interiorul cutiei nu acționează nicio forță și că aceasta se poate deplasa liber în acea regiune spațială bine definită. Cu toate acestea, forțe infinit de mari resping particula dacă aceasta atinge pereții cutiei, împiedicând-o să evadeze în afara sa. Energia potențială în acest model este dată ca atunci de funcția:
{\displaystyle V(x)={\begin{cases}0,&x_{c}-{\tfrac {L}{2}}<x<x_{c}+{\tfrac {L}{2}},\\\infty ,&{\text{cazul contrar,}}\end{cases}},}
unde L este lungimea cutiei, xc reprezintă centrul cutiei, iar x este poziția particulei în cutie.
Dată fiind această funcție, cele mai comune generalizări apar când cutia este centrată în sistemul de coordonate (xc = 0) sau este ușor deplasată (xc = L/2; vezi imagine).

### Funcția de undă și poziția

Funcțiile de undă inițiale pentru patru stări posibile, în modul unidimensional al particulei într-o cutie.

În mecanica cuantică, funcția de undă oferă cea mai fundamentală descriere a comportamentului unei particule. În acest caz, proprietățile măsurabile ale particulei (cum ar fi poziția, impulsul și energia acesteia) pot fi toate derivate utilizând funcția de undă.
Funcția de undă {\displaystyle \psi (x,t)} este determinată pe baza ecuației lui Schrödinger dependentă de timp, aplicată pentru un anumit sistem:
{\displaystyle i\hbar {\frac {\partial }{\partial t}}\psi (x,t)=-{\frac {\hbar ^{2}}{2m}}{\frac {\partial ^{2}}{\partial x^{2}}}\psi (x,t)+V(x)\psi (x,t),}
unde {\displaystyle \hbar } este constanta Planck redusă (constanta Dirac), {\displaystyle m} este masa particulei, {\displaystyle i} este unitatea imaginară iar {\displaystyle t} este timpul.
În interiorul cutiei, nicio forță nu acționează asupra particulei, ceea ce înseamnă că funcția de undă descrie o mișcare oscilatorie prin spațiu-timp, corespunzător unei particule libere:
{\displaystyle \psi (x,t)=\left[A\sin(kx)+B\cos(kx)\right]e^{-i\omega t},}
unde {\displaystyle A} și {\displaystyle B} reprezintă numere complexe arbitrare. În mod analog unui oscilator armonic, frecvența oscilațiilor în spațiu-timp este dată de numărul de undă {\displaystyle k} și de viteza unghiulară {\displaystyle \omega }.
Parametrii {\displaystyle k} și {\displaystyle \omega } descriu împreună energia totală a particulei pe baza expresiei (care reprezintă relația de dispersie a unei particule libere):
{\displaystyle E=\hbar \omega ={\frac {\hbar ^{2}k^{2}}{2m}},}
Cu toate acestea, deoarece particula nu este complet liberă, ci sub influența unui anumit potențial, energia particulei este:
{\displaystyle E=T+V,}
unde T și V reprezintă energia cinetică și potențială.
În acest caz, energia particulei nu poate fi egală cu {\displaystyle E=p^{2}/2m}. Cu alte cuvinte, impulsul particulei nu este descris de ecuația {\displaystyle p=\hbar k}. Astfel, numărul de undă k definit anterior descrie de fapt stările energetice ale particulei și nu este legat de impuls așa cum este de obicei „numărul de undă”. Motivul pentru care k este numit număr de undă este faptul că enumeră concavitățile (maxime) ale funcției de undă în interiorul cutiei și, în acest sens, este un număr de undă. Această discrepanță poate fi observată și prind faptul că spectrul de energie al particulei este discret (sunt permise numai valori discrete ale energiei), în timp ce impulsul poate varia în mod continuu: {\displaystyle E\neq p^{2}/2m}.
Amplitudinea funcției de undă la o poziție dată este legată de probabilitatea de a regăsi particula în acea poziție prin relația {\displaystyle P(x,t)=|\psi (x,t)|^{2}}. Așadar, funcția de undă trebuie să fie nulă în toate pozițiile din afara cutiei. În același timp, datorită continuității funcției de undă, amplitudinea nu poate să prezinte modificări abrupte. Aceste două condiții sunt satisfăcute de funcțiile de forma:
{\displaystyle \psi _{n}(x,t)={\begin{cases}A\sin \left(k_{n}\left(x-x_{c}+{\tfrac {L}{2}}\right)\right)e^{-i\omega _{n}t}\quad &x_{c}-{\tfrac {L}{2}}<x<x_{c}+{\tfrac {L}{2}}\\0&{\text{cazul contrar}}\end{cases}},}
unde
{\displaystyle k_{n}={\frac {n\pi }{L}},}
și
{\displaystyle E_{n}=\hbar \omega _{n}={\frac {k_{n}^{2}\hbar ^{2}}{2m}}={\frac {n^{2}\pi ^{2}\hbar ^{2}}{2mL^{2}}},}

Funcțiile de undă pentru mai multe niveluri energetice

Densitatea de probabilitate pentru mai multe niveluri energetice

sunt adevărate pentru orice număr întreg pozitiv {\displaystyle n\in \mathbb {Z} >{0}}.
Cele mai simple soluții ale ecuației, {\displaystyle k_{n}=0} sau {\displaystyle A=0}, duc la obținerea unei funcții de undă banale {\displaystyle \psi (x)=0}, care descrie o particulă practic inexistentă în acest sistem. Observația importantă este că, pentru particulă, doar o mulțime discretă de valori ale energiei și numere de undă k este permisă.
În final, constanta necunoscută {\displaystyle A} poate fi dedusă pe baza normalizării funcției de undă, pentru care există condiția:
{\displaystyle \int _{0}^{L}\left\vert \psi (x)\right\vert ^{2}dx=1,}
așadar pentru orice număr complex {\displaystyle A} al cărui valoare absolută este:
{\displaystyle \left|A\right|={\sqrt {\frac {2}{L}}},}
se obține aceeași stare normaliză.
Este de așteptat ca valorile proprii, și anume energia cutiei:
{\displaystyle E_{n}}
ar trebui să fie aceeași indiferent de poziția sa în spațiu. Cu toate acestea, {\displaystyle \psi _{n}(x,t)} variază și se poate observa faptul că {\displaystyle x_{c}-{\tfrac {L}{2}}} reprezintă o deplasare de fază în funcția de undă. Această modificare de fază nu are niciun efect în timpul rezolvării ecuației Schrödinger și, prin urmare, nu afectează valoarea proprie.
În cazul în care originea coordonatelor reprezintă de fapt centrul cutiei descrise mai sus, componenta spațială a funcției de undă poate fi redată ca:
{\displaystyle \psi _{n}(x)={\begin{cases}{\sqrt {\frac {2}{L}}}\sin(k_{n}x)\quad {}{\text{pentru }}n{\text{ par}}\\{\sqrt {\frac {2}{L}}}\cos(k_{n}x)\quad {}{\text{pentru }}n{\text{ impar}}.\end{cases}}}

### Funcția de undă și impulsul
Funcția de undă care descrie impulsul este proporțională cu transformata Fourier a funcției de undă care descrie poziția particulei. Dată fiind {\displaystyle k=p/\hbar }, expresia matematică a acestei funcții de undă este:
{\displaystyle \phi _{n}(p,t)={\frac {1}{\sqrt {2\pi \hbar }}}\int _{-\infty }^{\infty }\psi _{n}(x,t)e^{-ikx}\,dx={\sqrt {\frac {L}{\pi \hbar }}}\left({\frac {n\pi }{n\pi +kL}}\right)\,\operatorname {sinc} \left({\tfrac {1}{2}}(n\pi -kL)\right)e^{-ikx_{c}}e^{i(n-1){\tfrac {\pi }{2}}}e^{-i\omega _{n}t},}
unde „sinc” reprezintă funcția sinus cardinal, sinc(x) = sin(x)/x. Pentru modelul cutiei centrate cu valoare xc = 0, soluția devine simplă, reală, deoarece factorul fază din partea dreaptă a ecuației se reduce la unitate.

### Niveluri energetice

Energia particulei într-o cutie (punctele negre) și ale unei particule libere (curba gri) depind în același mod de numărul de undă. Totuși, particula într-o cutie prezintă doar anumite niveluri discrete de energie.

Energiile care corespund fiecăruia dintre numerele de undă permise pot fi descrise astfel:
{\displaystyle E_{n}={\frac {n^{2}\hbar ^{2}\pi ^{2}}{2mL^{2}}}={\frac {n^{2}h^{2}}{8mL^{2}}}.}
Nivelurile de energie cresc cu {\displaystyle n^{2}}, ceea ce înseamnă că nivelurile înalte de energie sunt separate între ele de o cantitate mai mare decât nivelurile joase de energie. Cea mai mică energie posibilă pentru particulă (așa-zisa energia punctului zero) se găsește pentru starea 1, care este dată de ecuația:
{\displaystyle E_{1}={\frac {\hbar ^{2}\pi ^{2}}{2mL^{2}}}={\frac {h^{2}}{8mL^{2}}}.}
Prin urmare, particula are întotdeauna o energie pozitivă. Acest lucru contrastează cu sistemele mecanice clasice, în care particula poate avea energie zero dacă se află în stare staționară. Acest lucru poate fi explicat pe baza principiului incertitudinii, care afirmă că produsul incertitudinilor poziției și impulsului unei particule este limitat de:
{\displaystyle \Delta x\Delta p\geq {\frac {\hbar }{2}}}
unde {\displaystyle {\hbar }/2} reprezintă jumătate din constanta Dirac.
Se poate demonstra că incertitudinea legată de poziția particulei este proporțională cu lățimea cutiei. Astfel, incertitudinea impulsului este aproximativ invers proporțională cu lățimea cutiei. Energia cinetică a unei particule este dată de {\displaystyle E=p^{2}/(2m)}
și, prin urmare, energia cinetică minimă a particulei într-o cutie este invers proporțională cu masa și cu pătratul lățimii cutiei, ceea ce concordă calitativ cu calculul de mai sus.

## Dimensiuni superioare

Reprezentare grafică a funcției de undă într-o cutie bidimensională, având limitele

Când o particulă ipotetică se află într-o cutie bidimensională, aceasta se poate mișca liber în direcțiile {\displaystyle x} și {\displaystyle y} între intervalele limită, delimitate de lungimile {\displaystyle L_{x}} și respectiv {\displaystyle L_{y}}. Pentru modelul cutiei centrate, funcția de undă de poziție poate fi exprimată pe baza acestor lungimi utilizând {\displaystyle \psi _{n}(x,t,L)}. Folosind o abordare analoagă cu cea a cutiei unidimensionale, funcțiile de undă și energiile pentru o cutie centrată pot fi exprimate în n-dimensiuni (cutia având, de fapt, pereți așa-ziși „hiper-pătratici”):
{\displaystyle \psi _{n_{x},n_{y}}=\psi _{n_{x}}(x,t,L_{x})\psi _{n_{y}}(y,t,L_{y}),}
{\displaystyle E_{n_{x},n_{y}}={\frac {\hbar ^{2}k_{n_{x},n_{y}}^{2}}{2m}},}
iar vectorul de undă este dat de:
{\displaystyle \mathbf {k} _{n_{x},n_{y}}=k_{n_{x}}\mathbf {\hat {x}} +k_{n_{y}}\mathbf {\hat {y}} ={\frac {n_{x}\pi }{L_{x}}}\mathbf {\hat {x}} +{\frac {n_{y}\pi }{L_{y}}}\mathbf {\hat {y}} .}
În cazul unei cutii tridimensionale, soluțiile devin:
{\displaystyle \psi _{n_{x},n_{y},n_{z}}=\psi _{n_{x}}(x,t,L_{x})\psi _{n_{y}}(y,t,L_{y})\psi _{n_{z}}(z,t,L_{z}),}
{\displaystyle E_{n_{x},n_{y},n_{z}}={\frac {\hbar ^{2}k_{n_{x},n_{y},n_{z}}^{2}}{2m}},}
iar vectorul de undă este dat de:
{\displaystyle \mathbf {k} _{n_{x},n_{y},n_{z}}=k_{n_{x}}\mathbf {\hat {x}} +k_{n_{y}}\mathbf {\hat {y}} +k_{n_{z}}\mathbf {\hat {z}} ={\frac {n_{x}\pi }{L_{x}}}\mathbf {\hat {x}} +{\frac {n_{y}\pi }{L_{y}}}\mathbf {\hat {y}} +{\frac {n_{z}\pi }{L_{z}}}\mathbf {\hat {z}} .}
La modul general, pentru o cutie n-dimensională, soluțiile sunt descrise de:
{\displaystyle \psi =\prod _{i}\psi _{n_{i}}(x_{i},t,L_{i})}
Funcțiile de undă ale impulsului n-dimensional pot fi exprimate în mod analog prin {\displaystyle \phi _{n}(x,t,L_{x})}, având forma următoare:
{\displaystyle \phi =\prod _{i}\phi _{n_{i}}(k_{i},t,L_{i})}
În continuare sunt reprezentate grafic funcții de undă a unei particule într-o cutie bidimensională (2D) cu lungimile {\displaystyle L_{x}} și {\displaystyle L_{y}}, unde liniile concentrice indicate în planul inferior sunt legate de probabilitatea prezenței particulei. Sunt reprezentate cazuri pentru diferite valori ale numerelor de undă nx și ny:
- {\displaystyle n_{x}=1,n_{y}=1}
- {\displaystyle n_{x}=1,n_{y}=2}
- {\displaystyle n_{x}=2,n_{y}=1}
- {\displaystyle n_{x}=2,n_{y}=2}

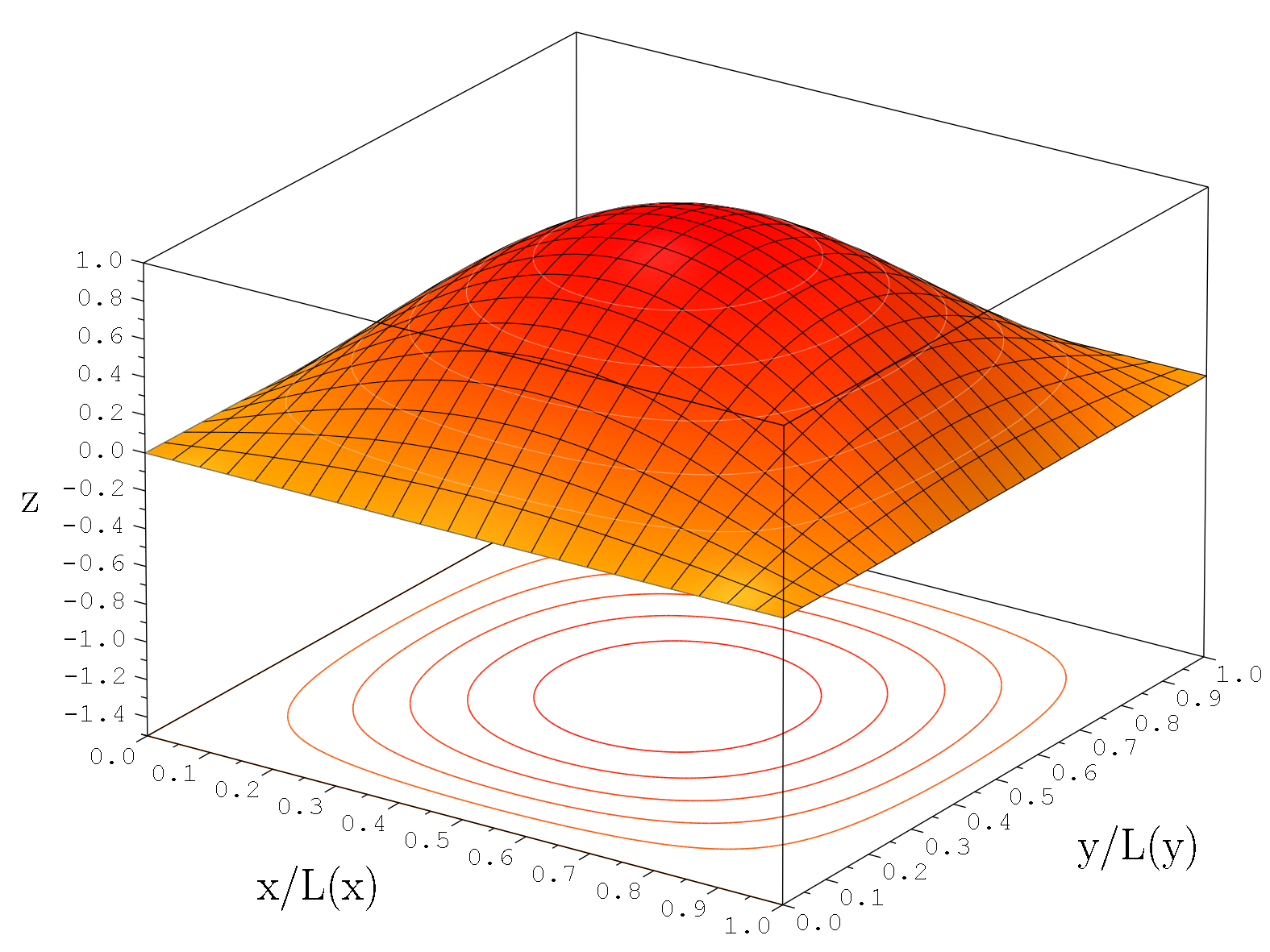
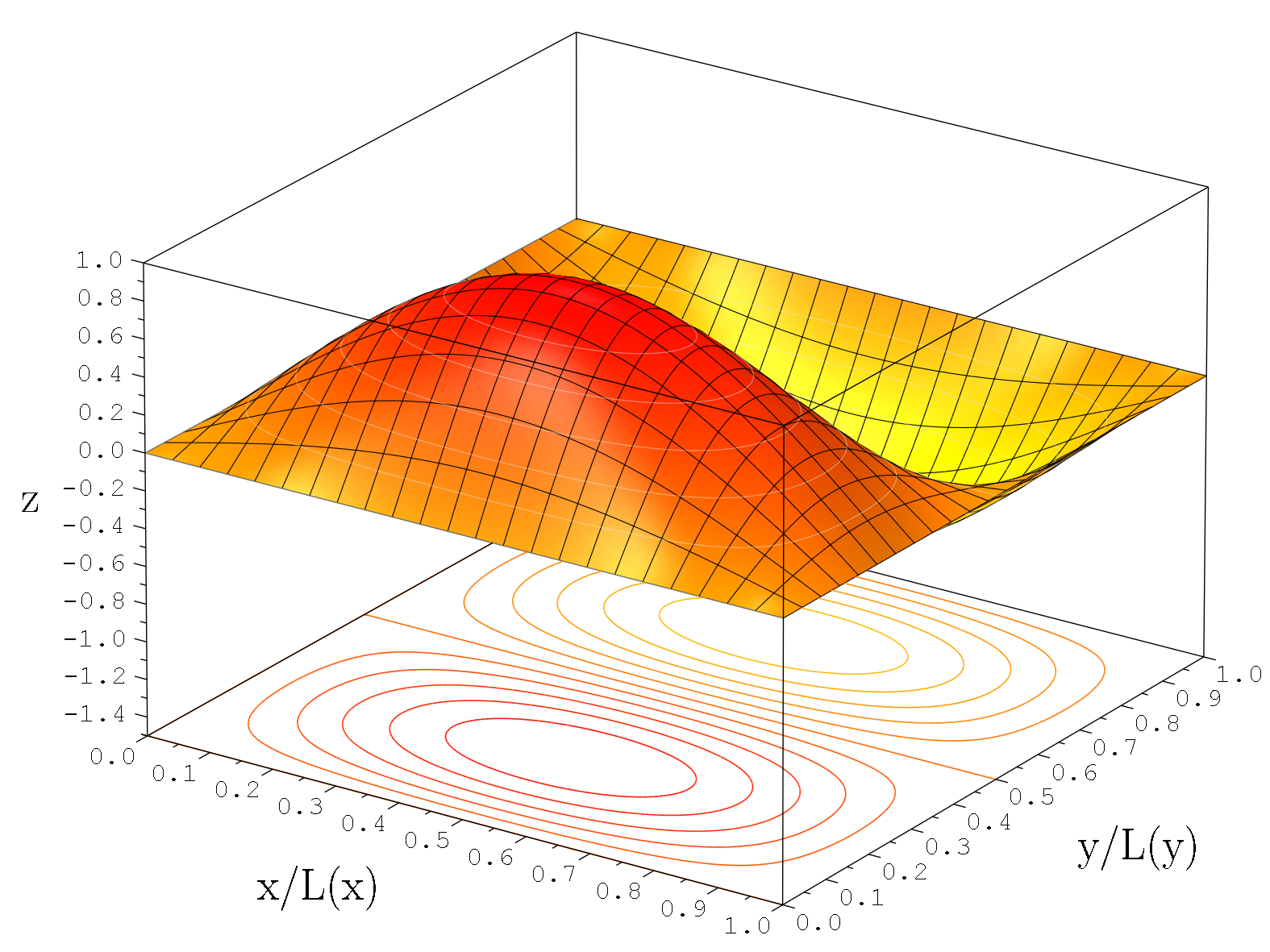
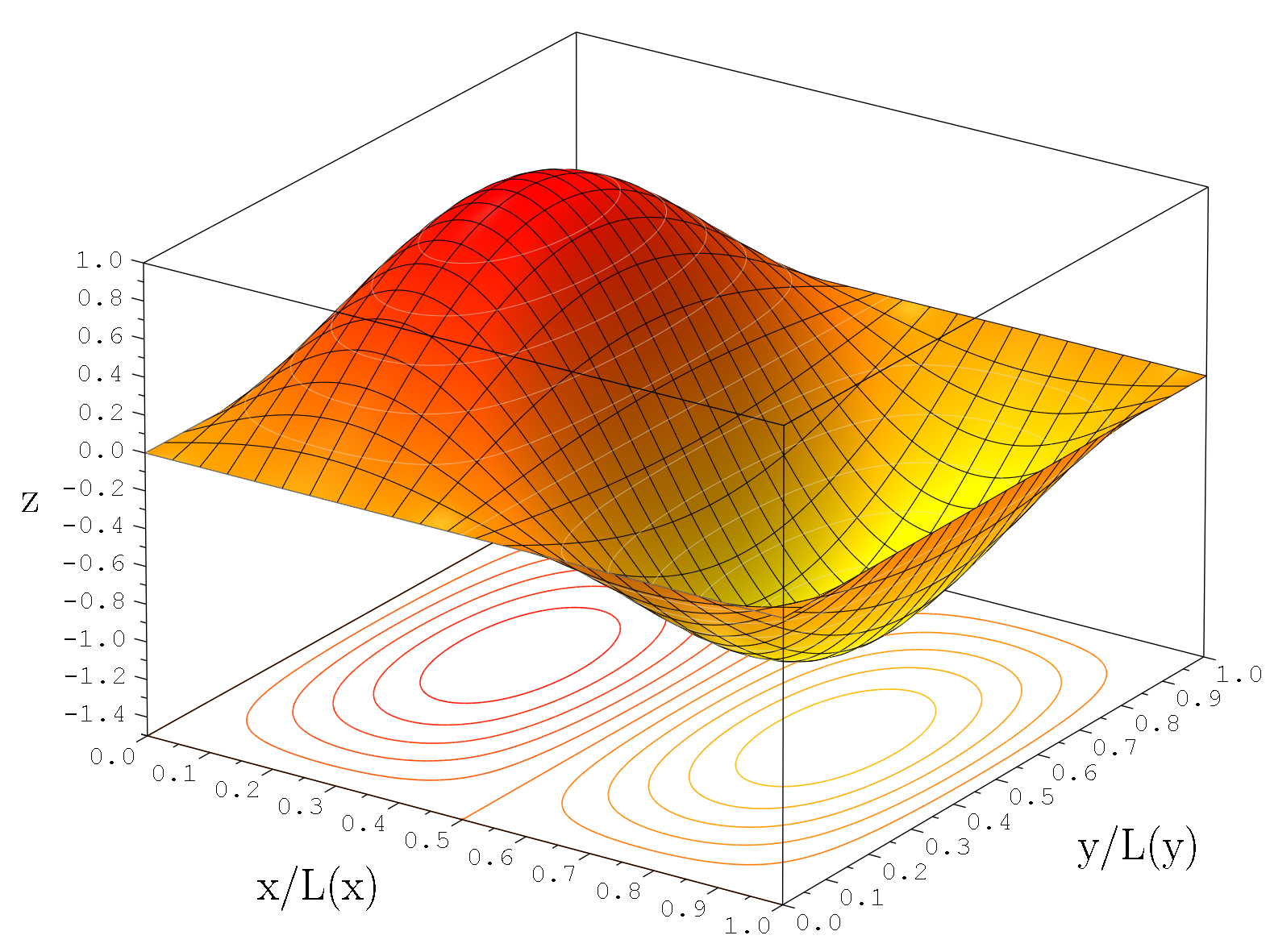
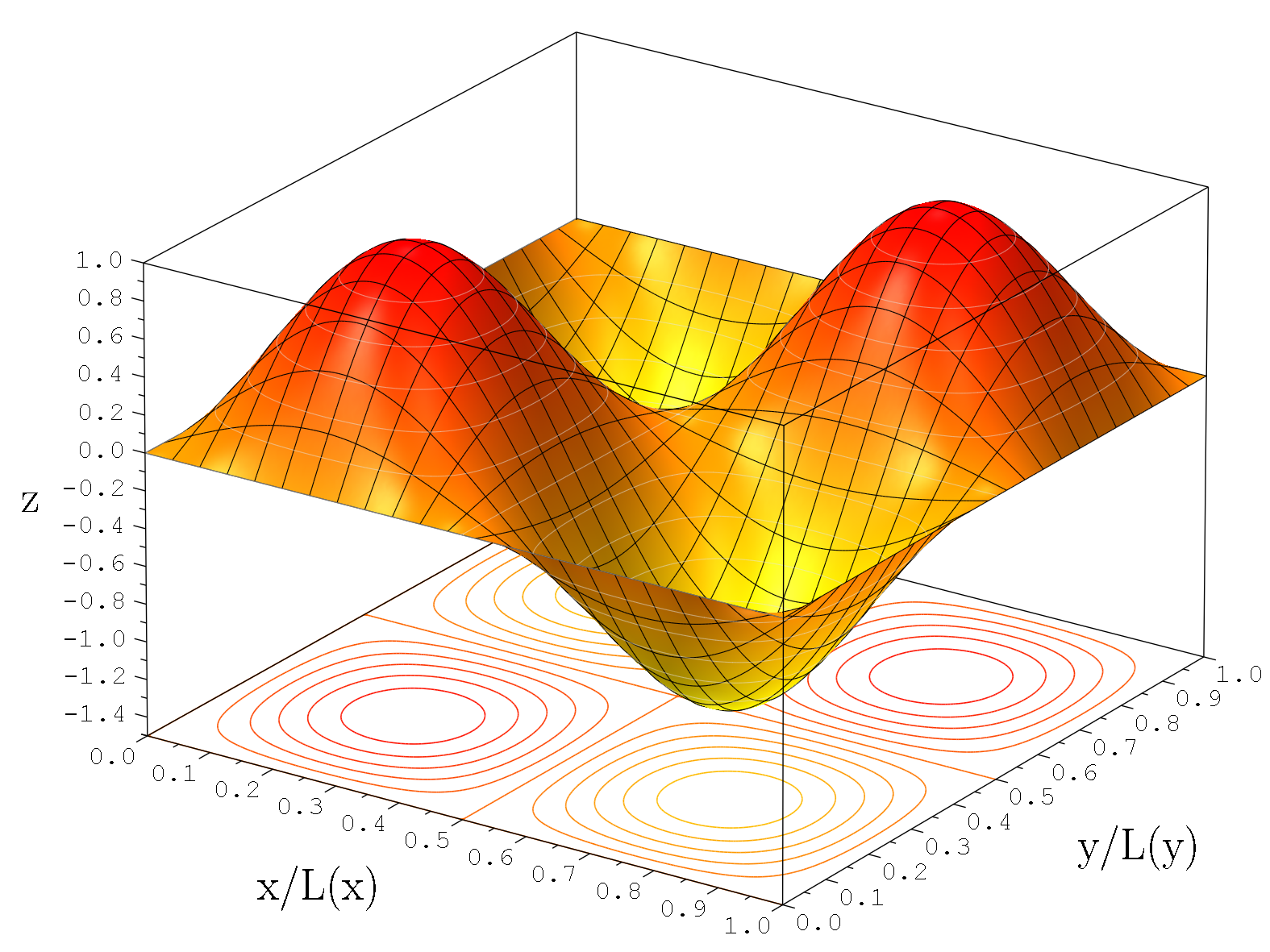

O caracteristică interesantă pentru soluțiile obținute mai sus este că atunci când două sau mai multe dintre lungimi sunt identice (spre exemplu, {\displaystyle L_{x}=L_{y}}), există mai multe funcții de undă corespunzătoare aceleiași energii totale. Cu alte cuvinte, funcția de undă corespunzătoare {\displaystyle n_{x}=2,n_{y}=1} are aceeași energie cu funcția de undă {\displaystyle n_{x}=1,n_{y}=2}. Acest fenomen are numele de degenerare, iar în cazul în care două funcții de undă degenerate prezintă aceeași energie, acel nivel energetic este denumit dublu degenerat. Pentru cazul bidimensional de mai sus, nivelul de energie dublu degenerat are valoarea {\displaystyle {\frac {5h^{2}}{8mL^{2}}}}, iar dat fiind că două dintre lungimi sunt egale, sistemul devine simetric prin rotație la 90°.

## Cavitate sferică
Forma funcțională a stărilor staționare și valorile energiei se modifică dacă se schimbă forma cutiei. Dacă este luată în considerare o cavitate sferică de rază R, atunci rezolvarea ecuației se bazează pe utilizarea de coordonate sferice, simplificând astfel rezolvarea ecuației Schrödinger:
{\displaystyle {\begin{cases}-{\cfrac {\hbar ^{2}}{2m}}\nabla ^{2}\psi (r,\theta ,\varphi )=E\psi (r,\theta ,\varphi )\\\\\psi (R,\theta ,\varphi )=0\end{cases}}}

## Aplicații

β-carotenul este un exemplu de polienă conjugată

Datorită simplității sale matematice, modelul particulei într-o cutie este utilizat pentru a găsi soluții aproximative pentru sisteme fizice mai complexe, în care o particulă este prinsă într-o regiune îngustă de potențial electric scăzut între două bariere de potențial ridicat. Aceste sisteme bazate pe modelul de fântâni sau puțuri cuantice sunt deosebit de importante în domeniul optoelectronicii, având aplicații în dispozitive precum laserele cuantice sau fotodetectorii în infraroșu. De asemenea, este utilizat pentru a modela conceptul de rețea în modelul Kronig-Penney și pentru aproximarea electronilor liberi într-un metal finit.

### Poliene conjugate
Polienele care prezintă sisteme conjugate pot fi modelate utilizând modelul particulei într-o cutie. Sistemul conjugat de electroni poate fi modelat ca o cutie unidimensională având lungimea egală cu distanța totală a legăturilor de la un capăt la celălalt al polienei. În acest caz, fiecare pereche de electroni din fiecare legătură π corespunde nivelului său energetic. Diferența de energie dintre două niveluri de energie, notate nf și ni, este:
{\displaystyle \Delta E={\frac {(n_{f}^{2}-n_{i}^{2})h^{2}}{8mL^{2}}}}
Diferența dintre energia în stare fundamentală, n, și energia stării excitate, n+1, corespunde energiei necesare pentru excitarea sistemului. Această energie prezintă o lungime de undă specifică, și prin urmare corespunde unei culori din domeniul vizibil, ceea se exprimă prin relația bazată pe condiția lui Bohr:
{\displaystyle \lambda ={\frac {hc}{\Delta E}}}
Un exemplu ilustrativ al acestui fenomen este molecula de beta-caroten, o polienă conjugată ce prezintă colorație portocalie și o lungime moleculară de aproximativ 3,8 nm. Datorită sistemului conjugat aflat de-a lungul catenei nesaturate, este posibilă modelarea moleculei utilizând particula într-o cutie. Fiecare dintre cele 11 legături duble carbon-carbon conține câte doi electroni π, deci 22 de electroni π per moleculă. Așadar, β-carotenul poate fi considerat a fi o particulă într-o cutie aflată la nivelul energetic n = 11. Așadar, energia minimă pentru excitarea unui electron la următorul nivel energetic (n = 12) poate fi calculată (considerând 9,109 × 10−31 kg ca fiind masa unui electron):
{\displaystyle \Delta E={\frac {(n_{f}^{2}-n_{i}^{2})h^{2}}{8mL^{2}}}={\frac {(12^{2}-11^{2})h^{2}}{8mL^{2}}}=2,3658\times 10^{-19}{\text{ J}}}
Atunci, conform relației bazate pe condiția lui Bohr de frecvență, lungimea de undă se calculează:
{\displaystyle \lambda ={\frac {hc}{\Delta E}}=0,00000084{\text{ m}}=840{\text{ nm}}}
Rezultatul sugerează că molecula de β-caroten absoarbe lumină în domeniul infraroșu, apărând incoloră pentru ochiul uman. În realitate, molecula absoarbe la lungimea de undă de 450 nm. Chiar dacă modelarea pe baza particulei într-o cutie nu oferă o predicție absolut corectă pentru această moleculă, calculul prezice cu aproximație acceptabilă domeniul electromagnetic de absorbție (vizibil-infraroșu).
Modelul poate fi aplicat și pentru sisteme conjugate cationice, precum sunt carbocianinele.

### Lasere și puncte cuantice
Modelul particulei într-o cutie poate fi aplicat laserelor cu puț cuantic/fântână cuantică, care sunt diode laser constând dintr-un material semiconductor de tip „fântână” intercalat între două straturi semiconductoare din materiale diferite. Deoarece straturile sunt foarte subțiri (stratul din mijloc are de obicei o grosime de aproximativ 100 Å), pot fi observate efecte de confinare cuantică. Ideea că efectele cuantice ar putea fi exploatate pentru a crea diode laser mai bune a apărut în anii 1970. Laserul cu puț cuantic a fost brevetat în 1976 de R. Dingle și C. H. Henry.
Punctele cuantice sunt semiconductori extrem de mici (de câțiva nanometrilor). Acestea prezintă confinare cuantică în sensul că electronii nu pot scăpa de „punct”, permițând astfel utilizarea aproximărilor de tip particulă în cutie. Comportamentul lor poate fi descris prin ecuații tridimensionale de cuantificare a energiei de tip particulă în cutie.
Energia benzii interzise pentru un punct cuantic este dată de diferența de energie dintre benzile sale de valență și de conducție. Notată cu {\displaystyle \Delta E(r)}, această energie este dată de banda interzisă a materialului de bază {\displaystyle E_{\text{banda-interzisa}}} plus ecuația ce descrie energia din modelul particulei într-o cutie, ceea ce indică energia pentru electroni și pentru gol (lipsa electronilor). Expresia matematică este următoarea, considerând că {\displaystyle m_{e}^{*}} și {\displaystyle m_{h}^{*}} sunt masele efective pentru electron și gol, {\displaystyle r} este raza punctului, iar {\displaystyle h} este constanta Planck:
{\displaystyle \Delta E(r)=E_{\text{banda-interzisa}}+\left({\frac {h^{2}}{8r^{2}}}\right)\left({\frac {1}{m_{e}^{*}}}+{\frac {1}{m_{h}^{*}}}\right)}
Punctele cuantice au o varietate de funcții, exemple relevante fiind coloranții fluorescenți, tranzistorii, LED-urile, celulele solare, și imagistica medicală utilizând probe optice.